# دمای خودآتشگیری
دمای خودگیرانش یا دمای خودگیرش (به انگلیسی: Autoignition temperature) پایین‌ترین دمایی است که یک ماده بدون هیچ محرک خارجی مانند جرقه یا شعله در جو معمولی خود به خود آتش می‌گیرد. این دما باید بتواند انرژی فعال‌سازی مورد نیاز برای سوختن را فراهم کند.

## دمای خودآتشگیری برخی مواد
- تری‌اتیل‌بوران: −۲۰ °C یا −۴ °F
- سیلان: <۲۱ °C یا ۷۰ °F
- فسفر سفید: ۳۴ °C یا ۹۳ °F
- کربن دی‌سولفید: ۹۰ °C یا ۱۹۴ °F
- دی‌اتیل اتر:[۳] ۱۶۰ °C یا ۳۲۰ °F
- سوخت دیزل یا جت آ-یک: ۲۱۰ °C یا ۴۱۰ °F
- بنزین:[۴] ۲۴۶ تا ۲۸۰ °C یا ۴۷۵ تا ۵۳۶ °F
- بوتان:[۵] ۴۰۵ °C یا ۷۶۱ °F
- کاغذ:[۶] ۴۵۰ °C یا ۸۴۲ °F و یا[۷] ۲۱۸ تا ۲۴۶ °C یا ۴۲۴ تا ۴۷۵ °F
- منیزیم: ۴۷۳ °C یا ۸۸۳ °F
- هیدروژن:[۸] ۹۹۷ °C یا ۵۳۶ °F

چون در دماهای پایین‌تر بیشتر طول می‌کشد تا کاغذ خود به خود آتش گیرد، برای همین در منابع گوناگون دماهای متفاوتی آمده‌است.